# プサマテ (衛星)
プサマテ (Neptune X Psamathe) は、海王星の第10衛星である。

## 発見と命名
プサマテは2003年8月29日にスコット・S・シェパードが率いる観測グループによって、マウナ・ケア山のすばる望遠鏡を用いた観測で発見された。シェパードらは8月29日と30日の観測で新衛星と見られる天体を発見し、9月1日に小惑星センターに報告した。これを受け、小惑星センターの所長であったブライアン・マースデンは同じく海王星の衛星探索を行っていたマシュー・J・ホルマンに過去の観測データを捜索するよう依頼し、その結果ホルマンらのグループが2001年8月11日以降に観測したデータ中に、シェパードらが発見した新衛星と同一と思われる天体が写っているのを発見した。マースデンが軌道を計算した結果その2つは高い可能性で同一であることが判明し、さらにホルマンらが2002年8月と2003年7月に撮影した画像中にも写っているのが特定された。この発見は9月3日に国際天文学連合のサーキュラーおよび小惑星センターのサーキュラーで公表され、S/2003 N 1 という仮符号が与えられた。
その後2007年2月3日に、ギリシア神話における海の女神であるネレイデスの一人プサマテーに因んで命名され、Neptune X という確定番号が与えられた。

## 特徴

海王星の不規則衛星の軌道要素を表した図。半径方向の軸は軌道長半径、角度方向は軌道傾斜角を表しており、横軸の上にあるものは順行軌道、下にあるものは逆行軌道で公転していることを示している。青い数値は、海王星のヒル球の半径に対する軌道半径の割合を表している。黄線は近点から遠点までを示しており、この長さが軌道離心率の大きさに対応している。また、点の大きさは各衛星のサイズを表している。一番大きい円で表されたネレイドの右下方向に位置しているのがプサマテである。

プサマテは海王星の周囲を逆行軌道で公転している不規則衛星で、さらに外側を公転しているネソおよび S/2021 N 1 と似た軌道要素を持っていることが知られている。木星や土星の不規則衛星は、似た軌道長半径や軌道傾斜角を持ったいくつかのグループに分けられる。同じグループに属する衛星は似た表面の特徴を持っているため、より大きい母天体の破片であることが示唆されている。プサマテとネソも軌道要素が似ているため、海王星の不規則衛星にもこのようなグループが存在している可能性が示されていたが、この3つの衛星も軌道要素が似ているため、シェパードはこの3つの衛星を「ネソ群 (Neso group)」というグループにまとめている。
プサマテは海王星から非常に遠い軌道を公転しているため、軌道周期はおよそ25年にもなる。プサマテは、太陽系の衛星の中でも中心惑星から最も離れた距離を公転している衛星のひとつであり、太陽系内の衛星の中では S/2021 N 1 とネソに次いで3番目に公転周期が長い。その軌道は、海王星を逆行軌道で公転する衛星が長期に渡って安定な軌道で存在し続けるための理論的な限界距離に近い。
プサマテの直径は、アルベドを0.04と仮定すると 38 km と推定される。他の巨大惑星の不規則衛星と同様に、数十億年前に起きた大きな衛星と小惑星や彗星の衝突破壊の際に形成されたと考えられている。ただし、太陽系年齢の間のハリメデとネレイドの衝突確率が 41% と高いのに対し、プサマテとネレイドの衝突確率は 1.3% と小さく、また他の不規則衛星との衝突確率は無視できるほど小さいと推定されている。